# 塔克 (密蘇里州)
塔克（英語：Tucker）是位於美國密蘇里州里普利縣的鬼鎮。

## 歷史
塔克的郵局於1891年設立，其後於1907年停運。

## 地理
塔克所處的海拔為高於海平面115米（即377英呎），而該地所採用的時區為UTC-6，即北美中部時區（CST）。同時該地設有夏令時間，為UTC-6調快一小時，即UTC-5（CDT）。